# لیگ برتر فوتسال زنان ایران ۱۳۹۹
لیگ برتر فوتسال زنان ۱۳۹۹ شانزدهمین دوره لیگ برتر فوتسال، بالاترین سطح لیگ فوتسال زنان در ایران است که با شرکت ۱۴ تیم از ۲۶ دی‌ماه ۱۳۹۹ آغاز شد؛ این مسابقات ۶ دی‌ماه با حضور نمایندگان تیم‌ها در محل فدراسیون فوتبال در دو گروه هفت تیمی قرعه‌کشی شد.
مطابق با برنامه‌ریزی‌های انجام شده،‌ مسابقات ابتدا به صورت مقدماتی در دو گروه پیگیری شد و سپس دو تیم برتر هر گروه،‌در مرحله نهایی در قالب یک گروه چهار تیمی به رقابت پرداختند تا تکلیف قهرمان و نایب قهرمان و تیم سوم و چهارم این‌گونه مشخص شود و با دستورالعمل متفاوت نسبت به دوره‌های پیشین، لیگ شانزدهم پیگیری شود.
پس از ۶ ماه رقابت حساس و فشرده سرانجام در یک روز دراماتیک در آبادان، تیم پالایش نفت آبادان موفق شد با شکست تیم هیات فوتبال خراسان رضوی عنوان قهرمانی را از آن خود کند.
سارا شیربیگی بازیکن تیم هیات فوتبال خراسان رضوی برای سومین فصل متوالی موفق شد با به ثمر رساندن ۲۴ گل، عنوان خانم گلی رقابت‌ها را از آن خود کند.

## تیم‌های شرکت کننده
براساس دستورالعمل تدوین شده از سوی سازمان لیگ،‌ مقرر شد تا در این دوره مسابقات، تیم‌ها در مرحله مقدماتی به دو گروه ۷ تیمی تقسیم شوند؛‌ براساس قرعه‌کشی انجام شده، گروه بندی مسابقات در مرحله مقدماتی به شکل زیر انجام پذیرفت:
| گروه     | نام تیم                 |
| -------- | ----------------------- |
| گروه اول | سایپا تهران             |
| گروه اول | ملی حفاری اهواز         |
| گروه اول | نامی نو اصفهان          |
| گروه اول | مس کرمان                |
| گروه اول | پویندگان صنعت فجر شیراز |
| گروه اول | شهروند ساری             |
| گروه اول | هیات فوتبال رودان       |
| گروه دوم | مس رفسنجان              |
| گروه دوم | هیات فوتبال خراسان رضوی |
| گروه دوم | پالایش نفت آبادان       |
| گروه دوم | رهیاب گستر تهران        |
| گروه دوم | پارس آرا شیراز          |
| گروه دوم | هیات فوتبال اصفهان      |
| گروه دوم | کیمیای اسفراین          |

## مرحله مقدماتی
پس از ۱۴ هفته رقابت جذاب و نفسگیر میان تیم‌های شرکت‌کننده در گروه اول و دوم، سرانجام تیم‌های سایپا تهران، ملی حفاری اهواز، هیات فوتبال خراسان رضوی و پالایش نفت آبادان به ترتیب با قرار گیری در رتبه اول و دوم گروه‌های دوگانه موفق به صعود به مرحله نهایی شدند.
| گروه‌اول | رتبه | تیم                     | امتیاز |
| ------- | ---- | ----------------------- | ------ |
| گروه‌اول | ۱    | سایپا تهران             | ۳۳     |
| گروه‌اول | ۲    | ملی حفاری اهواز         | ۳۳     |
| گروه‌اول | ۳    | نامی نو اصفهان          | ۲۱     |
| گروه‌اول | ۴    | مس کرمان                | ۱۵     |
| گروه‌اول | ۵    | هیات فوتبال رودان       | ۱۴     |
| گروه‌اول | ۶    | پویندگان صنعت فجر شیراز | ۴      |
| گروه‌اول | ۷    | شهروند ساری             | ۳      |
|         |      |                         |        |
| گروه‌دوم | ۱    | هیات فوتبال خراسان رضوی | ۳۳     |
| گروه‌دوم | ۲    | پالایش نفت آبادان       | ۲۸     |
| گروه‌دوم | ۳    | مس رفسنجان              | ۲۷     |
| گروه‌دوم | ۴    | رهیاب گستر تهران        | ۱۵     |
| گروه‌دوم | ۵    | پارس آرا شیراز          | ۱۳     |
| گروه‌دوم | ۶    | کیمیای اسفراین          | ۷      |
| گروه‌دوم | ۷    | هیات فوتبال اصفهان      | ۰      |

## مرحله نهایی
با تصمیم سازمان لیگ، چهار تیم صعود کننده از مرحله مقدماتی (سایپا تهران، ملی حفاری اهواز، هیات فوتبال خراسان رضوی و پالایش نفت آبادان) در یک گروه قرار گرفتند و ۶ هفته حساس و سرنوشت‌ساز دور نهایی رقابت‌های شانزدهمین دوره لیگ برتر فوتسال زنان را برگزار کردند.
رقابت تنگاتنگ تیم‌ها برای رسیدن به قهرمانی باعث شد تا در هفته پایانی و در لحظات پایانی مسابقات همزمان، تیم پالایش نفت آبادان موفق به کسب عنوان قهرمانی شود و نایب قهرمانی نیز به تیم سایپا تهران برسد؛ هم‌چنین هیات فوتبال خراسان رضوی در جایگاه سوم قرار گرفت و عنوان چهارمی مسابقات هم به تیم ملی حفاری اهواز رسید.
| مرحله نهایی | رتبه       | تیم                     | بازی | برد | مساوی | باخت | زده | خورده | تفاضل | امتیاز |
| ----------- | ---------- | ----------------------- | ---- | --- | ----- | ---- | --- | ----- | ----- | ------ |
| مرحله نهایی | ۱ (قهرمان) | پالایش نفت آبادان       | ۶    | ۴   | ۱     | ۱    | ۲۱  | ۱۵    | ۶     | ۱۳     |
| مرحله نهایی | ۲          | سایپا تهران             | ۶    | ۴   | ۰     | ۲    | ۱۷  | ۱۲    | ۵     | ۱۲     |
| مرحله نهایی | ۳          | هیات فوتبال خراسان رضوی | ۶    | ۲   | ۰     | ۴    | ۱۷  | ۱۹    | -۲    | ۶      |
| مرحله نهایی | ۴          | ملی حفاری اهواز         | ۶    | ۱   | ۱     | ۴    | ۱۶  | ۲۵    | -۹    | ۴      |